# یک مرد و یک زن (فیلم ۲۰۱۶)
یک مرد و یک زن (کره‌ای: 남과 여؛ انگلیسی: A Man and a Woman) یک فیلم عاشقانه محصول سال ۲۰۱۶ کره جنوبی به کارگردانی لی یون-کی است. در این فیلم جیون دو-یون و گونگ یو نقش دو شخصی که در فنلاند با یکدیگر ملاقات می‌کنند و رابطه عاشقانه آنها آغاز می‌شود، ایفا کردند. این فیلم در ۲۵ فوریه ۲۰۱۶ منتشر شد.

## بازیگران
- جیون دو-یون در نقش سانگ مین
- گونگ یو در نقش کی هونگ
- لی می سو در نقش مون جو
- پارک بیونگ-اون در نقش آن جه سوگ
- پارک مین-جی در نقش‌ها جونگ
- یون سه-آه در نقش سه نا
- مین مو جه در نقش دوست‌پسر سه نا
- کانگ شین چول در نقش دوست کی هونگ
- لی جی-هون در نقش دوست کی هونگ
- نو کانگ مین در نقش جونگ هوا
- کانگ جی وو در نقش یو ریم
- جون یه سو در نقش هیون سون
- کیم هه اوک در نقش مادر مون جو

## تولید
فیلم‌برداری در ۱۹ نوامبر ۲۰۱۴ آغاز شد و در فوریه ۲۰۱۵، در فنلاند و استونی فیلم‌برداری شد. فیلم‌برداری در ۲۳ مارس ۲۰۱۵ به پایان رسید.